# تقطیر خشک
تقطیر خشک(به انگلیسی: Dry distillation) فرآیندی است که طی آن با حرارت دادن به یک ماده جامد محصول گازی شکلی از آن استخراج می‌شود که می توان این محصول را مجددا سرد کرده و به صورت مایع یا جامد تبدیل کرد.این فرآیند ممکن است منجر به پیرولیز در ماده جامد شود.دمای عملیاتی برای این نوع تقطیر نسبت به نوع کلاسیک آن بالاتر است.یکی از کاربردهای این روش جداسازی سوخت مایع از زغال سنگ و چوب است.